# پیتکاس پوینت (آلاسکا)
پیتکاس پوینت (به انگلیسی: Pitkas Point) شهری در ناحیه سرشماری وید همپتون، آلاسکا ایالت آلاسکا است که جمعیت آن در سرشماری سال ۲۰۰۰ میلادی ۱۲۵ نفر بوده‌است.